# Crocidura russula
La crocidura rossiccia (Crocidura russula Hermann, 1780), nota anche come toporagno dai denti bianchi maggiore, è un piccolo toporagno diffuso in Europa e Nordafrica, dove frequenta soprattutto prati e zone boscose.

## Descrizione
È leggermente più grande della crocidura minore ma per il resto è molto simile a essa tanto che le due specie si possono distinguere solamente dopo un'accurata ispezione della dentatura.

## Distribuzione
È presente nei paesi del Nord Africa (Marocco, parte dell'Algeria e Tunisia) e dell'Europa sud-occidentale (Penisola Iberica, Francia, Germania, Austria, Belgio, Paesi Bassi e Svizzera). Nelle isole Canarie è presente la sottospecie C. r. osorio in precedenza considerata una specie a sé stante (C. osorio).

Nell'aprile 2008 questa specie è stata scoperta anche in Irlanda dove probabilmente è stata introdotta accidentalmente dall'uomo. 
Sebbene l'introduzione di questo toporagno potrebbe essere utile a sostenere da un punto di vista alimentare alcune specie minacciate di uccelli da preda, come il barbagianni, i mammiferi non autoctoni possono costituire una seria minaccia alla sopravvivenza delle più piccole specie indigene, come il toporagno nano.
Questa specie non è presente sul territorio italiano. La popolazione di Crocidura della Sardegna, un tempo classificata come Crocidura russula ichnusae Festa, 1912 è oggi attribuita alla specie Crocidura ichnusae (Festa, 1912).